# Connie i Carla
Connie i Carla (ang. Connie and Carla) – amerykański film komediowy z 2004 roku.

## Treść
Dwie tancerki estradowe, Connie i Carla, stają się przypadkowymi świadkami zabójstwa. Ścigane przez mafię uciekają do Los Angeles. Udając mężczyzn – transwestytów, znajdują pracę w miejscowym klubie, jako Drag Quens. Szybko zdobywają sobie uznanie publiczności, która nawet nie domyśla się, że tak naprawdę są kobietami.

## Obsada
- Nia Vardalos – Connie
- Toni Collette – Carla
- David Duchovny – Jeff
- Dash Mihok – Mikey
- Nick Sandow – Al
- Ian Gomez – Stanley
- Robert Kaiser – Paul
- Chris Logan – Brian/Brianna
- Alec Mapa – Lee/N'Cream
- Stephen Spinella – Robert/Brzoskwinka